# Michael Wäller
Michael Wäller (* 9. Februar 1964 in Hamburg) ist ein ehemaliger deutscher Baseballspieler.

## Werdegang
Der gelernte Kfz-Mechaniker Wäller betrieb Radrennsport und wurde durch eine Fernsehübertragung auf die Sportart Baseball aufmerksam, der er sich 1987 zuwandte. Er spielte bei der Hamburger Mannschaft Lokstedt Stealers und wurde innerhalb weniger Jahre auf der Position des Pitchers zu einem der besten Spieler Deutschlands. 2000 wurde er mit der Mannschaft deutscher Meister und Pokalsieger, er wurde des Weiteren viermal Nordmeister. Wäller wurde in sechs Bundesliga-Spielzeiten als bester Pitcher ausgezeichnet.
Mit der deutschen Nationalmannschaft, der Wäller zehn Jahre angehörte, nahm er an den Europameisterschaften 1993, 1995, 1997 und 1999 sowie 1990 und 1992 an der B-EM teil. Bei der B-EM 1992 wurde er als bester Spieler des Turniers ausgezeichnet. Als Trainer betreute er bei der deutschen Juniorennationalmannschaft die Pitcher, gehörte bei einer Welt- sowie fünf Europameisterschaften dem Stab der deutschen Auswahl an. Zehn Jahre war er in diesem Amt für die Juniorennationalmannschaft beschäftigt.
Als Kommentator begleitete er für den Fernsehsender Eurosport 2 Baseballspiele, unter anderem bei der 2009 in Deutschland ausgetragenen Weltmeisterschaft.
2018 wurde Wäller in die Ruhmeshalle des Deutschen Baseball und Softball Verbands aufgenommen.